# Cú muỗi mỏ quặp Blyth
Cú muỗi mỏ quặp Blyth (danh pháp hai phần: Batrachostomus affinis) là một loài chim trong họ Cú muỗi mỏ quặp.

## Miêu tả
Cú muỗi mỏ quặp Blyth có chiều dài 24 cm. Đuôi dài khoảng 10–12 cm. Chiều dài cánh 11–12 cm. Khối lượng 45-50 gram.
Chúng được tìm thấy ở Brunei, Campuchia, Indonesia, Lào, Malaysia, Myanmar, Thái Lan, và Việt Nam. Môi trường sống tự nhiên của chúng là rừng ẩm vùng đất thấp nhiệt đới hoặc cận nhiệt đới.